# Lupinus subsessilis
Lupinus subsessilis är en ärtväxtart som beskrevs av George Bentham. Lupinus subsessilis ingår i släktet lupiner, och familjen ärtväxter. Inga underarter finns listade i Catalogue of Life.